# Ganga à ventre brun
Pterocles exustus
Espèce
Statut de conservation UICN

 LC  : Préoccupation mineure
Le Ganga à ventre brun, Ganga à ventre châtain ou Ganga sénégalais  (Pterocles exustus) est une espèce d'oiseaux appartenant à la famille des Pteroclidae.

## Sous-espèces et répartition
On[Qui ?] lui reconnait six sous-espèces :
- Pterocles exustus exustus Temminck, 1825 de la Mauritanie et de la Sénégambie jusqu'au Soudan ;
- Pterocles exustus floweri Nicoll, 1921 de la Vallée du Nil en Égypte centrale (sous-espèce sans doute éteinte) ;
- Pterocles exustus ellioti Bogdanow, 1881 du sud-est du Soudan jusqu'à l'Érythrée, le nord de l'Éthiopie et la Somalie ;
- Pterocles exustus olivascens (Hartert, 1909) du Sud de l'Éthiopie, Kenya et nord de la Tanzanie ;
- Pterocles exustus erlangeri (Neumann, 1909) de l'Ouest et du sud de la Péninsule Arabique ;
- Pterocles exustus hindustan R. Meinertzhagen, 1923 du Sud-est de l'Iran, Pakistan et Inde. Sous-espèce introduite à Hawaï.